# Gele
Gele is een bestuurslaag in het regentschap Gayo Lues van de provincie Atjeh, Indonesië. Gele telt 1.451 inwoners (volkstelling 2010).